# 廷河縣
廷河縣（延河縣），是明代交阯承宣布政使司鎮蠻府下轄的一個縣，後陷入安南，治所約在今越南太平省西南部延河縣，地當興仁縣之東。

## 沿革
- 永樂五年六月癸未朔（1407年7月5日）置，隸鎮蠻府[2]。
- 永樂七年正月二十一甲子（1409年2月5日），設廷河縣之徑農江口廵檢司[3]。
- 永樂十三年八月二十三日（1415年9月25日），併鎮蠻府之新化縣入廷河縣[4]。
- 永樂十四年五月十五日（1416年6月10日），設廷河縣僧會司[5]。
- 永樂十六年三月初七日（1418年4月12日），設廷河縣道會司[6]。
- 永樂十六年八月初二日（1418年9月1日），鎮蠻府新化縣之司罡江口楊舍社巡檢司隸廷河縣[7]。
- 永樂十七年九月十四日丙辰（1419年10月3日），革鎮蠻府為鎮蠻州，以所隸古蘭縣、廷河縣二縣併入本州[8]。